# CA Patronato
A CA Patronato egy argentin labdarúgócsapat Paraná városában. A egyesületet 1914. február 1-jén alapították. A klub jelenleg a másodosztályban szerepel és a 22 000 néző befogadására alkalmas Estadio Presbítero Bartolomé Grellában játssza hazai mérkőzéseit.
Legnagyobb sikerüket akkor érték el, amikor a Talleres de Córdoba csapatát 1–0-ra legyőzve megnyerték a 2021–22-es argentin kupát.

## Sikerek
Argentin Kupa
- Győztes (1): 2021–22

## Fordítás
Ez a szócikk részben vagy egészben  az   Arsenal de Sarandí című angol Wikipédia-szócikk fordításán alapul.  Az eredeti cikk szerkesztőit annak laptörténete sorolja fel. Ez a jelzés csupán a megfogalmazás eredetét és a szerzői jogokat jelzi, nem szolgál a cikkben szereplő információk forrásmegjelöléseként.